# Pietro Pellegri
Pietro Pellegri (Genova, 17 marzo 2001) è un calciatore italiano, attaccante dell'Empoli, in prestito dal Torino.

## Biografia
Pietro Pellegri è figlio di Marco Pellegri, ex team manager di Genoa e Torino.
Nel gennaio 2025, dalla sua relazione con Carolina Stramare (ex Miss Italia), ha avuto una figlia di nome Bianca.
Detiene il record come terzo giocatore più giovane ad aver esordito in Serie A, eguagliando Amedeo Amadei, a 15 anni e 280 giorni.

## Caratteristiche tecniche
Talento precoce, è una prima punta dal fisico imponente, veloce e dotato di una buona tecnica individuale. Ha detto del suo stile di gioco: «A me piace tanto attaccare la profondità e scattare nello spazio».
Considerato agli esordi uno dei migliori talenti della sua generazione, ha riscontrato una propensione agli infortuni, che ne hanno ostacolato la maturazione.

## Carriera

### Club

#### Genoa
Cresciuto nelle giovanili del Genoa, ha esordito in Serie A il 22 dicembre 2016, a 15 anni e 280 giorni, entrando al posto di Tomás Rincón negli ultimi minuti della partita Torino-Genoa (1-0) ed eguagliando l'allora record di precocità stabilito da Amedeo Amadei. Il record, poi, è stato battuto da Wisdom Amey, che ha esordito a 15 anni e 274 giorni, e successivamente da Francesco Camarda, esordiente a 15 anni e 260 giorni. Pellegri ha realizzato la sua prima rete in Serie A il 28 maggio 2017, segnando il gol del momentaneo 1-0 nella partita persa per 3-2 sul campo della Roma, nell'ultimo incontro ufficiale di Francesco Totti; con questa rete, realizzata a 16 anni e 72 giorni, è diventato il terzo più giovane marcatore in Serie A, dopo Amadei e Gianni Rivera.
All'inizio della stagione successiva, il 17 settembre 2017, alla quarta giornata di campionato, Pellegri ha realizzato una doppietta nella sconfitta casalinga per 2-3 contro la Lazio; è diventato così, a 16 anni e 112 giorni, il più giovane calciatore a realizzare una doppietta in Serie A, battendo il precedente primato stabilito da Silvio Piola a 17 anni e 104 giorni, che resisteva da 86 anni.

#### Monaco
Il 27 gennaio 2018 è stato acquistato dal Monaco per 31 milioni di euro, compresi i bonus; al Genoa sarà altresì corrisposto il 10% dell'eventuale rivendita del giocatore, qualora l'importo superasse i 40 milioni. Il 16 febbraio 2018 ha fatto il suo esordio con la maglia del Monaco, subentrando a Keita Baldé nei minuti finali della partita di Ligue 1 vinta 4-0 contro il Digione; con questo suo debutto è diventato il più giovane esordiente con la maglia del Monaco degli ultimi quarant'anni. Nel mese di marzo è stato operato per superare alcuni problemi fisici dovuti alla pubalgia ed è tornato disponibile solo nel finale di stagione, ottenendo due ulteriori presenze.
All'inizio della stagione successiva, il 26 agosto 2018, ha realizzato il suo primo gol col Monaco, dopo appena 4 minuti dal suo ingresso in campo, nella gara di campionato persa 2-1 contro il Bordeaux. Dopo due ulteriori presenze nel mese di settembre, un problema all'inguine lo ha costretto a saltare il resto della stagione.
I problemi fisici lo hanno tormentato anche durante tutta la stagione 2019-2020, che è stato costretto a saltare interamente.
È tornato in campo il 13 settembre 2020, dopo due anni di assenza, entrando al posto di Ben Yedder nella partita della 3ª giornata di campionato vinta 2-1 in casa contro il Nantes. Ha ritrovato il gol il successivo 6 dicembre, nella gara di campionato persa 2-1 contro il Lilla.

#### Milan
Il 25 agosto 2021 si è trasferito al Milan in prestito con diritto di riscatto, che sarebbe diventato obbligatorio al verificarsi di determinate condizioni. Sceglie di tornare a indossare la maglia numero 64. Ha esordito con i rossoneri il 22 settembre seguente, in occasione della partita della 5ª giornata di campionato vinta per 2-0 in casa contro il Venezia. Pellegri colleziona solo 6 presenze in campionato e il 27 gennaio 2022 viene risolto il prestito con il Milan.

#### Torino e prestito all'Empoli
Nella stessa sessione di mercato invernale, il Monaco cede Pellegri, sempre con la formula del prestito con diritto di riscatto, al Torino. Il 16 aprile successivo è tornato al gol in Serie A (dove non segnava dal 17 settembre 2017), segnando al contempo il suo primo gol in maglia granata con la rete del momentaneo vantaggio nel pari esterno contro la Lazio (1-1).
Il 28 giugno 2022 è stato riscattato a titolo definitivo dai granata.
Il 30 agosto 2024, nell'ultimo giorno di calciomercato, insieme al compagno Saba Sazonov, passa in prestito con diritto di riscatto all'Empoli. Il 4 novembre segna la sua prima rete con i toscani, decisiva per il successo casalingo contro il Como. Il 10 luglio 2025, dopo aver rinnovato il contratto con i granata, viene esteso il suo prestito per un'ulteriore stagione con i toscani.

### Nazionale

#### Nazionali giovanili
Dopo aver militato nelle selezioni Under-15 e Under-16, nel 2017 con l'Under-17 ha disputato l'Europeo di categoria, realizzando un gol nella manifestazione.
Il 16 novembre 2021 ha esordito in nazionale Under-21, entrando nel secondo tempo della gara amichevole vinta per 4-2 contro la Romania a Frosinone. Il 6 giugno 2022 ha segnato la sua prima rete con l'Under-21, nell'incontro delle qualificazioni europee vinto per 3-0 contro il Lussemburgo. Nel giugno del 2023 è stato incluso nella lista dei convocati per l'Europeo Under-21 organizzato in Georgia e Romania, dove realizza un gol nella prima partita persa contro la Francia, ma gli Azzurrini vengono eliminati nella fase a gironi.

#### Nazionale maggiore
Il 1º settembre 2018 ha ricevuto la sua prima convocazione in nazionale maggiore dal CT Roberto Mancini, che lo ha inserito tra i convocati per le due sfide inaugurali della Nations League 2018-2019 contro Polonia e Portogallo: tuttavia, a causa di un infortunio, è stato costretto a lasciare il ritiro.
Il 7 novembre 2020 è stato convocato nuovamente in nazionale e ha fatto il suo esordio il successivo 11 novembre, a 19 anni, entrando al posto di Lasagna nel secondo tempo della partita amichevole vinta per 4-0 contro l'Estonia a Firenze.

## Statistiche

### Presenze e reti nei club
Statistiche aggiornate all'8 dicembre 2024.
| Stagione        | Squadra         | Campionato      | Campionato | Campionato | Coppe nazionali | Coppe nazionali | Coppe nazionali | Coppe continentali | Coppe continentali | Coppe continentali | Altre coppe | Altre coppe | Altre coppe | Totale | Totale |
| Stagione        | Squadra         | Comp            | Pres       | Reti       | Comp            | Pres            | Reti            | Comp               | Pres               | Reti               | Comp        | Pres        | Reti        | Pres   | Reti   |
| --------------- | --------------- | --------------- | ---------- | ---------- | --------------- | --------------- | --------------- | ------------------ | ------------------ | ------------------ | ----------- | ----------- | ----------- | ------ | ------ |
| 2016-2017       | Genoa           | A               | 3          | 1          | CI              | 0               | 0               | -                  | -                  | -                  | -           | -           | -           | 3      | 1      |
| 2017-gen. 2018  | Genoa           | A               | 6          | 2          | CI              | 1               | 0               | -                  | -                  | -                  | -           | -           | -           | 7      | 2      |
| Totale Genoa    | Totale Genoa    | Totale Genoa    | 9          | 3          |                 | 1               | 0               |                    | -                  | -                  |             | -           | -           | 10     | 3      |
| gen.-giu. 2018  | Monaco          | L1              | 3          | 0          | CF+CdL          | 0               | 0               | UCL                | 0                  | 0                  | SF          | 0           | 0           | 3      | 0      |
| 2018-2019       | Monaco          | L1              | 3          | 1          | CF+CdL          | 0               | 0               | UCL                | 0                  | 0                  | SF          | 0           | 0           | 3      | 1      |
| 2019-2020       | Monaco          | L1              | 0          | 0          | CF+CdL          | 0               | 0               | -                  | -                  | -                  | -           | -           | -           | 0      | 0      |
| 2020-2021       | Monaco          | L1              | 16         | 1          | CF              | 1               | 0               | -                  | -                  | -                  | -           | -           | -           | 17     | 1      |
| Totale Monaco   | Totale Monaco   | Totale Monaco   | 22         | 2          |                 | 1               | 0               |                    | 0                  | 0                  |             | 0           | 0           | 23     | 2      |
| 2021-gen. 2022  | Milan           | A               | 6          | 0          | CI              | 0               | 0               | UCL                | -                  | -                  | -           | -           | -           | 6      | 0      |
| gen.-giu. 2022  | Torino          | A               | 9          | 1          | CI              | -               | -               | -                  | -                  | -                  | -           | -           | -           | 9      | 1      |
| 2022-2023       | Torino          | A               | 18         | 2          | CI              | 2               | 2               | -                  | -                  | -                  | -           | -           | -           | 20     | 4      |
| 2023-2024       | Torino          | A               | 24         | 1          | CI              | 2               | 0               | -                  | -                  | -                  | -           | -           | -           | 26     | 1      |
| Totale Torino   | Totale Torino   | Totale Torino   | 51         | 4          |                 | 4               | 2               |                    | -                  | -                  |             | -           | -           | 55     | 6      |
| 2024-2025       | Empoli          | A               | 11         | 3          | CI              | 1               | 0               | -                  | -                  | -                  | -           | -           | -           | 12     | 3      |
| 2025-2026       | Empoli          | B               | -          | -          | CI              | -               | -               | -                  | -                  | -                  | -           | -           | -           | -      | -      |
| Totale Empoli   | Totale Empoli   | Totale Empoli   | 11         | 3          |                 | 1               | 0               |                    | 0                  | 0                  |             | 0           | 0           | 12     | 3      |
| Totale carriera | Totale carriera | Totale carriera | 99         | 12         |                 | 7               | 2               |                    | 0                  | 0                  |             | 0           | 0           | 106    | 14     |

### Cronologia presenze e reti in nazionale
| Cronologia completa delle presenze e delle reti in nazionale ― Italia | Cronologia completa delle presenze e delle reti in nazionale ― Italia | Cronologia completa delle presenze e delle reti in nazionale ― Italia | Cronologia completa delle presenze e delle reti in nazionale ― Italia | Cronologia completa delle presenze e delle reti in nazionale ― Italia | Cronologia completa delle presenze e delle reti in nazionale ― Italia | Cronologia completa delle presenze e delle reti in nazionale ― Italia | Cronologia completa delle presenze e delle reti in nazionale ― Italia |
| Data                                                                  | Città                                                                 | In casa                                                               | Risultato                                                             | Ospiti                                                                | Competizione                                                          | Reti                                                                  | Note                                                                  |
| --------------------------------------------------------------------- | --------------------------------------------------------------------- | --------------------------------------------------------------------- | --------------------------------------------------------------------- | --------------------------------------------------------------------- | --------------------------------------------------------------------- | --------------------------------------------------------------------- | --------------------------------------------------------------------- |
| 11-11-2020                                                            | Firenze                                                               | Italia                                                                | 4 – 0                                                                 | Estonia                                                               | Amichevole                                                            | -                                                                     | 70’                                                                   |
| Totale                                                                |                                                                       | Presenze                                                              | 1                                                                     |                                                                       | Reti                                                                  | 0                                                                     |                                                                       |

| Cronologia completa delle presenze e delle reti in nazionale ― Italia under 21 | Cronologia completa delle presenze e delle reti in nazionale ― Italia under 21 | Cronologia completa delle presenze e delle reti in nazionale ― Italia under 21 | Cronologia completa delle presenze e delle reti in nazionale ― Italia under 21 | Cronologia completa delle presenze e delle reti in nazionale ― Italia under 21 | Cronologia completa delle presenze e delle reti in nazionale ― Italia under 21 | Cronologia completa delle presenze e delle reti in nazionale ― Italia under 21 | Cronologia completa delle presenze e delle reti in nazionale ― Italia under 21 |
| Data                                                                           | Città                                                                          | In casa                                                                        | Risultato                                                                      | Ospiti                                                                         | Competizione                                                                   | Reti                                                                           | Note                                                                           |
| ------------------------------------------------------------------------------ | ------------------------------------------------------------------------------ | ------------------------------------------------------------------------------ | ------------------------------------------------------------------------------ | ------------------------------------------------------------------------------ | ------------------------------------------------------------------------------ | ------------------------------------------------------------------------------ | ------------------------------------------------------------------------------ |
| 16-11-2021                                                                     | Frosinone                                                                      | Italia under 21                                                                | 4 – 2                                                                          | Romania under 21                                                               | Amichevole                                                                     | -                                                                              | 63’                                                                            |
| 6-6-2022                                                                       | Differdange                                                                    | Lussemburgo under 21                                                           | 0 – 3                                                                          | Italia under 21                                                                | Qual. Europeo Under-21 2023                                                    | 1                                                                              | 74’                                                                            |
| 9-6-2022                                                                       | Helsingborg                                                                    | Svezia under 21                                                                | 1 – 1                                                                          | Italia under 21                                                                | Qual. Europeo Under-21 2023                                                    | -                                                                              | 5’ 76’                                                                         |
| 14-6-2022                                                                      | Ascoli Piceno                                                                  | Italia under 21                                                                | 4 – 1                                                                          | Irlanda under 21                                                               | Qual. Europeo Under-21 2023                                                    | 1                                                                              | 83’                                                                            |
| 22-9-2022                                                                      | Pescara                                                                        | Italia under 21                                                                | 0 – 2                                                                          | Inghilterra under 21                                                           | Amichevole                                                                     | -                                                                              | 28’                                                                            |
| 22-6-2023                                                                      | Cluj-Napoca                                                                    | Francia under 21                                                               | 2 – 1                                                                          | Italia under 21                                                                | Europeo Under-21 2023 - 1º turno                                               | 1                                                                              |                                                                                |
| 25-6-2023                                                                      | Cluj-Napoca                                                                    | Svizzera under 21                                                              | 2 – 3                                                                          | Italia under 21                                                                | Europeo Under-21 2023 - 1º turno                                               | -                                                                              | 25’ 46’                                                                        |
| 28-6-2023                                                                      | Cluj-Napoca                                                                    | Italia under 21                                                                | 0 – 1                                                                          | Norvegia under 21                                                              | Europeo Under-21 2023 - 1º turno                                               | -                                                                              | 62’                                                                            |
| Totale                                                                         |                                                                                | Presenze                                                                       | 8                                                                              |                                                                                | Reti                                                                           | 3                                                                              |                                                                                |

### Record
- Calciatore più giovane (16 anni e 184 giorni) ad aver segnato una doppietta in Serie A.[5]